# Týden (časopis)
Týden je český časopis se zpravodajským a analytickým zaměřením, vydávaný společností Empresa Media, a.s.

## Vlastnictví
Týden začal vycházet roku 1994 a záhy jej koupil mediální koncern Axel Springer. O čtyři roky později byl časopis prodán švýcarskému vydavatelství Ringier a v roce 2000 jej zakoupila společnost Mediacop, vlastněná podnikatelem švýcarského původu Sebastianem Pawlowskim. Od roku 2011 časopis vlastní Empresa Media, ovládaná mediálním podnikatelem Jaromírem Soukupem. Do skupiny Empresa patří ještě časopisy Instinkt, Sedmička, Exkluziv. V únoru 2016 získala v společnosti Empresa Media 49 % podíl čínská společnost CEFC China Energy Company Limited.

## Historie
Týden založil Karel Hvížďala se skupinou novinářů z někdejšího Mladého světa a Lidových novin jako týdeník. Vzorem jim byl zpravodajský časopis tzv. druhé generace Focus, který vedle textové složky analytického typu kladl důraz i na obrazové pojetí s množstvím fotografií a grafů. V zakládající redakci působili novináři Zdeněk Procházka, Michal Růžička, Marek Wollner nebo fotografové Jan Šilpoch, Jan Mihaliček, Jiří Pekárek ad. 
V roce 2021 změnil kvůli finančním problémům v souvislosti s koronavirovou pandemií svou periodicitu na měsíční.

## Redakce
Šéfredaktorem časopisu Týden je v roce 2023 Daniel Köppl. Mezi jeho předchůdce patří Karel Hvížďala, Aleš Lederer, Dalibor Balšínek, Daniel Málek, František Nachtigall a Jaroslav Plesl.

## Webové stránky
Webové stránky časopisu je Týden.cz. Server nekopíruje pouze články z tištěného týdeníku, ale přináší i aktuální denní informace ze všech sfér společenského života, politické kauzy, analýzy, reportáže atd. Obsah časopisu a serveru vytváří jedna redakce, což se týká především domácí, zahraniční, ekonomické a sportovní rubriky. Na internetu působí server Týden.cz od ledna roku 2007.